# Szent Apollinaris
Szent Apollinaris, más néven Ravennai Apollinaris (Antiokheia, 1. század – Classis, 75., 79. vagy 200. július 23.) Ravenna első püspöke, a keresztény hit mártírja, a tűkészítők védőszentje.

## Története
A hagyomány szerint Apollinaris Antiokheiából származott, amelynek az Apostoli Konstitúciók szerint Szent Péter volt az első püspöke. Az Újszövetség szerint a városban Szent Pál és Szent Barnabás is prédikált. Elképzelhető, hogy Apollinarist Szent Péter térítette át a keresztény hitre. A tradíció úgy tartja, hogy Péter szentelte fel Apollinarist Ravenna püspökének, és küldte a városba.
Miután Apollinaris megérkezett Ravennába, megkezdte az evangélium hirdetését, és sikerült több pogányt megtérítenie, amit sokan nem néztek jó szemmel, ezért a püspököt megverették és kikergették a városból. Ez állítólag azután történt, hogy a bíró arra kötelezte, áldozzon a pogány isteneknek Jupiter templomában. A püspök a szentélyben azonban azt mondta, hogy a bálványokat díszítő aranyat, ezüstöt inkább a szegény embereknek kellene adni.
A tengerpart közelében haldokló Apollinarist tanítványai mentették meg, aki elrejtették egy özvegy házában, ahol hét hónap alatt felépült. A püspök ezután visszatért a városba, és folytatta tevékenységét. Emiatt őrizetbe vették, és rákényszerítették, hogy izzó parázson járjon, majd ismét elüldözték.
Apollinarisz harmadszor is visszatért a városba, ahol ismét ellenségesen fogadták. A hagyomány szerint késekkel összevagdalták, és forró vizet öntöttek a sebeibe. Mivel tovább hirdette az evangéliumot, kövekkel ütötték a száját. Néhány napig leláncolva tartották egy zárkában, kivitték a tengerpartra, és felrakták egy Görögországba tartó hajóra. Görögországban. Ott folytatta tevékenységét, és több csodát is tett. Miután a helyi papok panaszt tettek ellene, újra hajóra tették, és visszaküldték Ravennába. Ekkor Vespasianus volt a császár. A püspököt negyedszer is száműzték a városból, de Classisban, Ravennától délre agyonverték.
Úgy tartják, hogy Apollinarisz püspöki tevékenysége 20-26 éven át tartott. Hetedik századik történelmi források szerint Apollinarisz egy évszázaddal később működött, és a 2. század végén, Septimius Severus római császár üldöztetése alatt halt meg.

## Csodái
A hagyomány szerint Ravennában meggyógyította a tribunus beteg feleségét, majd Classesben kiűzött egy démont egy fiatal lányból. Ezután a lány néma apját gyógyította meg, aminek hatására ötszáz új hívet szerzett a kereszténységnek. Később egy ravennai patrícius, Rufus hívatta magához, mert megbetegedett a lánya. Amikor a püspök megérkezett, a lány meghalt, de Apollinaris feltámasztotta.

## Tisztelete
Feltételezett sírja fölé templomot építettek Ravennában, amelyet 549. május 9-én szentelt fel a város püspöke. A templom (Basilica di Sant’Apollinare in Classe) máig megőrizte bizánci jellegét. Megbízható történelmi adatok hiányában csak annyit lehet biztosan állítani, hogy a 6. században már komoly tisztelet övezte, amelyet az akkori pápák is támogattak. Emlékére templom épült Rómában, a Szent Apollinaris-bazilika, Bolognában, francia és német területen is.
Apollinarisz legrégebbi fennmaradt ábrázolása a ravennai bazilika apszismozaikján látható: az ősz szakállú és hajú püspök görög papi ruhát visel, körülötte bárányok. A szintén ravennai Basilica di Sant'Apollinare Nuovo mozaikján már a mártírok menetében látható fehér tunikában és nimbuszban, lefátyolozott kezében koronával. A középkorban és a barokk stílusban készített képeken latin papi ornátust visel, kezében könyv és pásztorbot. Életének jelenetei feltűnnek a chartres-i székesegyház 13. századi üvegablakain is.